# Zarilac
Zarilac, staro slavonsko selo u istočnom dijelu Požeško-slavonske županije, između Pleternice i Kutjeva. U sastavu je grada Pleternica. 

## Povijest
Spominje se 1314. godine kao posjed plemića Vrbovskih (Sesvete). U srednjem vijeku mjesto je podijeljeno na dva dijela. Za vrijeme Turaka ovdje su najvjerojatnije živjeli katolici starosjedioci koji su se islamizirali i 1687. godine odselili u Bosnu i Hercegovinu. Iz Bosne i Hercegovine su se 1697. doselili Hrvati. Većina brzo izumire i nestaje, a noviji doseljenici potječu iz Gorskog kotara i drugih krajeva Hrvatske, zatim iz Češke i Slovačke. 

## Gospodarstvo
Zarilac se nalazi na jednom od područja s najkvalitenijim tlom za bavljenje poljodjelstvom u Požeškoj kotlini pa se i stanovnici bave najviše poljodjelstvom. 

## Stanovništvo
Na žalost, kako je poljodjeljstvo postala slabo profitabilna grana gospodarstva,
stanovnici su se počeli iseljavati i odlaziti. Iako ovo mjesto nije zahvatila bijela kuga (većina obitelji ima po troje ili četvoro djece), broj stanovnika se u zadnjih 50 godina prepolovio. Tako je, prema popisu stanovništva, 1948. godine bilo 437 stanovnika, a 2001. godine 212 stanovnika, s tendencijom daljnjeg smanjivanja. 
Godine popisa i broj stanovnika:
- 1746. – 154;
- 1760. – 175;
- 1780. – 238;
- 1802. – 200;
- 1849. – 184;

| broj stanovnika | 156   | 139   | 154   | 183   | 223   | 321   | 315   | 366   | 437   | 420   | 416   | 388   | 276   | 241   | 212   | 176   | 116   |
|                 | 1857. | 1869. | 1880. | 1890. | 1900. | 1910. | 1921. | 1931. | 1948. | 1953. | 1961. | 1971. | 1981. | 1991. | 2001. | 2011. | 2021. |